# Pseudancistrus barbatus
Pseudancistrus barbatus es una especie de peces de la familia Loricariidae en el orden de los Siluriformes.

## Morfología
Los machos pueden llegar alcanzar los 20 cm de longitud total.

## Distribución geográfica
Se encuentran en Sudamérica: cuencas de los ríos Oyapock,  Mana,  Maroni,  Surinam, Corantijn  y Esequibo.